# Acanthurus gahhm
Acanthurus gahhm (Forsskål, 1775) è un pesce osseo marino appartenente alla famiglia Acanthuridae.

## Distribuzione e habitat
La specie è endemica del mar Rosso, del golfo di Aden e di Socotra.
Vive nelle barriere coralline, soprattutto nelle lagune su fondali di sabbia o ciottoli. Staziona nell'acqua aperta piuttosto che vicino al fondale.
Viene riportata una distribuzione batimetrica tra 1 e 40 metri di profondità, di solito non sopra i 5 metri.

## Descrizione
Questa specie, come gli altri Acanthurus, ha corpo ovale, compresso lateralmente. La bocca è piccola, posta su un muso sporgente; sul peduncolo caudale è presente una spina mobile molto tagliente. La pinna dorsale è unica e piuttosto lunga, di altezza uniforme. La pinna anale è simile ma più corta. La pinna caudale è lunata. Le scaglie sono molto piccole. La livrea è fondamentalmente scura o nera con banda brunastra poco distinta che attraversa l'occhio seguita da una macchia nera poco visibile sullo sfondo scuro, vi è inoltre una macchia bruna all'apice delle pinne pettorali. La base della pinna caudale ha una fascia bianca. È simile ad Acanthurus nigricauda (assente dal mar Rosso) da cui si distingue per l'assenza della banda scura dalla spina sul peduncolo caudale in avanti e per la colorazione più scura.
La taglia massima nota è di 40 cm.

## Biologia

### Comportamento
Forma di solito gruppi di piccole dimensioni che si possono riunire in banchi più grandi ma sempre poco coesi.

### Alimentazione
Si ciba prevalentemente di alghe bentoniche che integra con detrito, invertebrati bentonici e zooplancton.

## Pesca
Viene pescato per l'alimentazione umana.

## Acquariofilia
Si trova sul mercato dei pesci d'acquario.

## Conservazione
Si tratta di una specie comune negli ambienti idonei del mar Rosso. È oggetto di pesca per il consumo e per rifornire gli acquari ma non ci sono segnali di sovrapesca. La principale minaccia è costituita dalla degradazione degli habitat corallini a causa dello sviluppo turistico. La lista rossa IUCN la classifica come "a rischio minimo".